# Pergola (Włochy)
Pergola – miejscowość i gmina we Włoszech, w regionie Marche, w prowincji Pesaro i Urbino.
Według danych na rok 2010 gminę zamieszkiwało 6667 osób, 58,76 os./km².
Pergola graniczy z następującymi gminami: Arcevia, Cagli, Fossombrone, Fratte Rosa, Frontone, San Lorenzo in Campo, Sassoferrato, Serra Sant’Abbondio.